# Politique à Saint-Marin

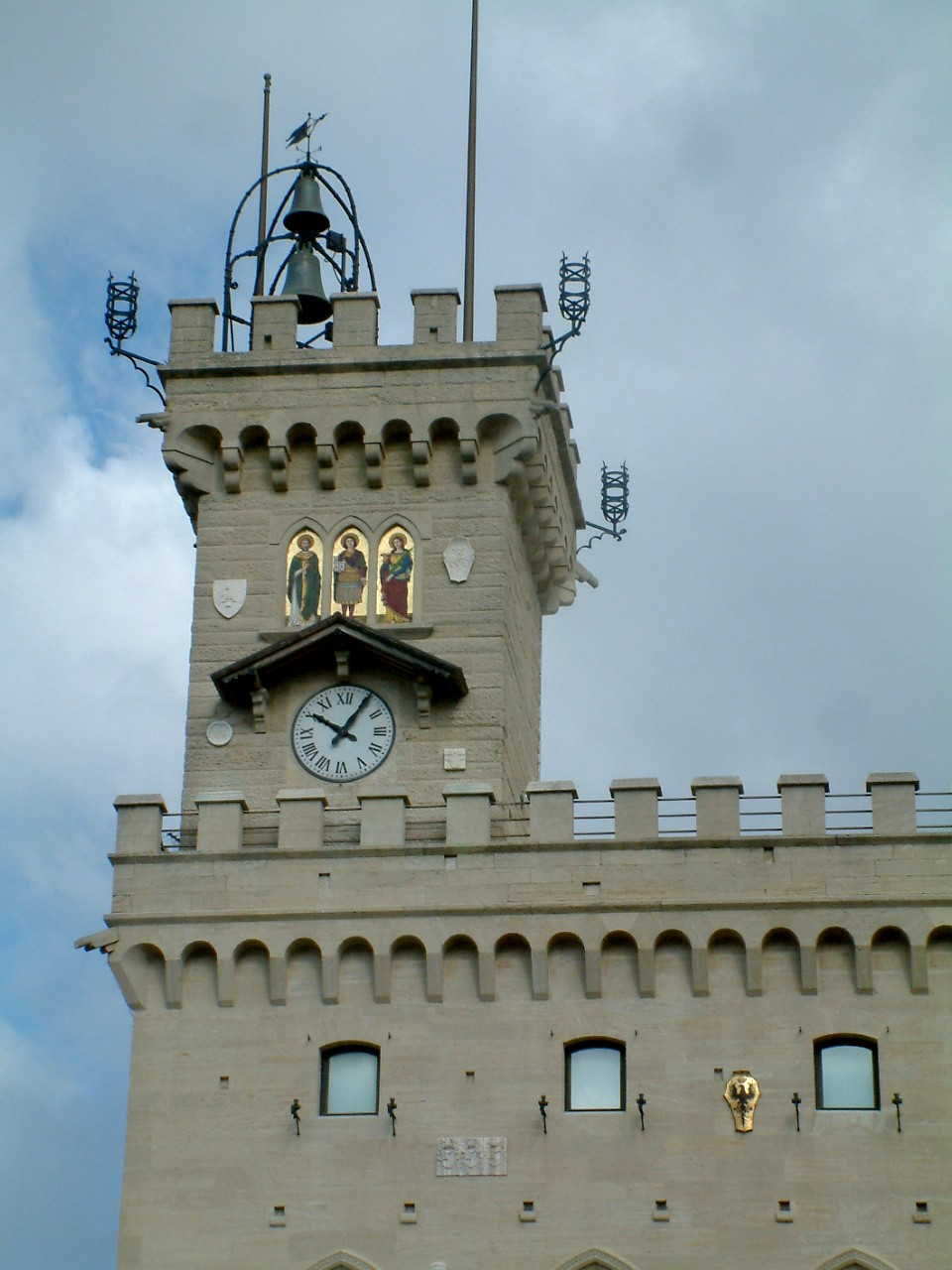
L'hôtel de ville de Saint-Marin.

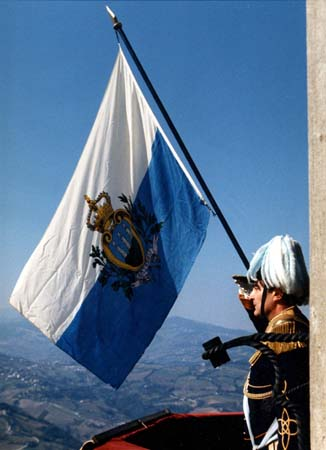
Le drapeau de Saint-Marin

Le système politique de Saint-Marin repose sur des institutions originales et séculaires. La coutume consistant à élire deux capitaines-régents à la tête de l’exécutif pour seulement six mois, en particulier, constitue une exception à travers le monde.
L'hôtel de ville de Saint-Marin, appelé palais public, est le siège des trois pouvoirs de la république.

## Pouvoir législatif
Le pouvoir législatif appartient au Grand Conseil général (Consiglio Grande e Generale), dont les soixante membres sont élus par les citoyens tous les cinq ans. Le Conseil approuve le budget de l’État et nomme les capitaines-régents qui le président. Ces derniers sont les chefs de l’État et dirigent le Congrès d'État (Congresso di Stato). Ils restent six mois en fonction et sont nommés solennellement deux fois par an, le 1er avril et le 1er octobre.

## Pouvoir exécutif

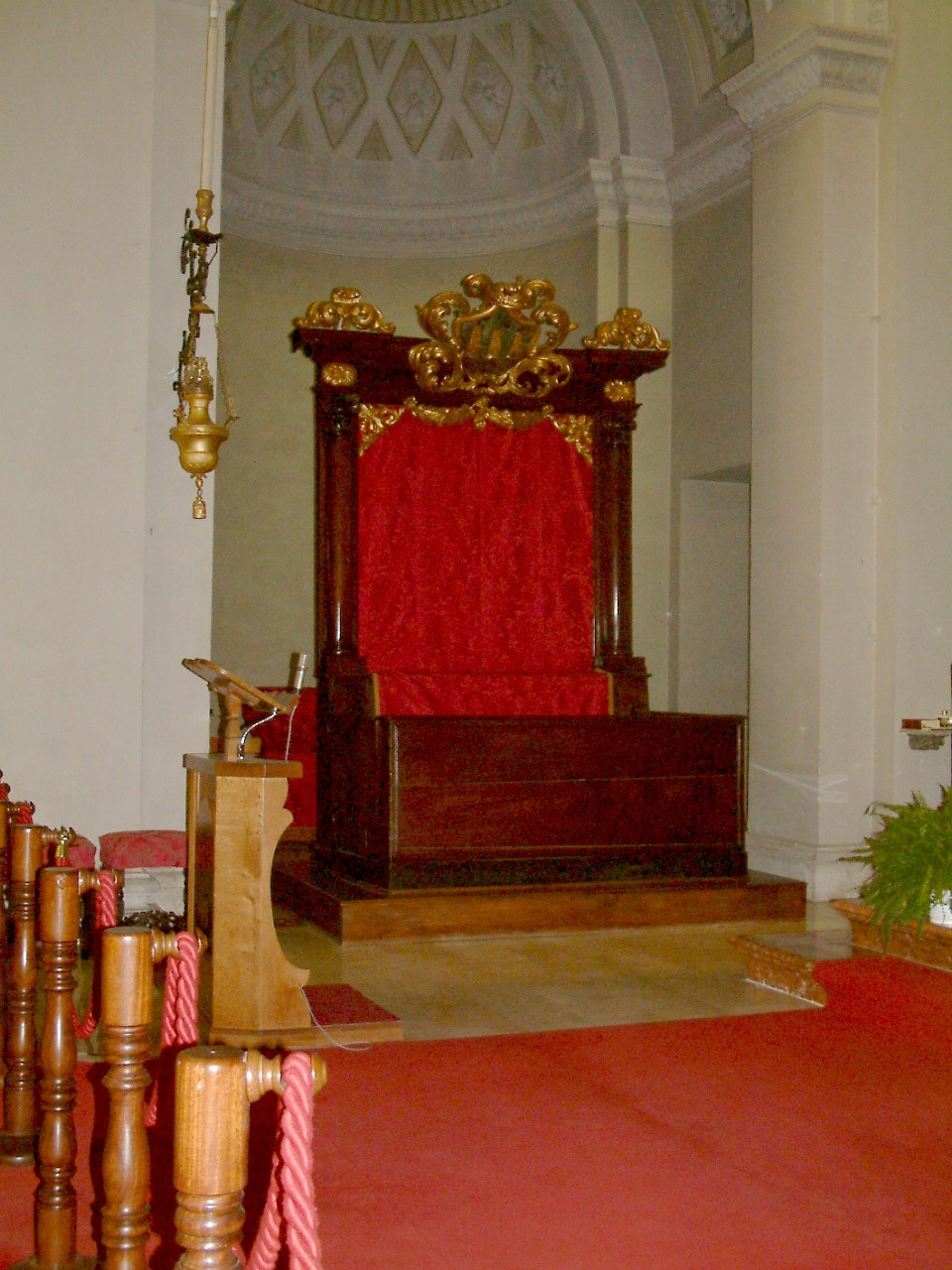
Le trône d'un des deux capitaines-régents.

Le Congresso di Stato (Congrès d'État), dirigé par les capitaines-régents, détient le pouvoir exécutif. Il est composé de dix secrétaires d'État (Segretari di Stato) aux attributions suivantes :
- Affaires étrangères et planification économique ;
- Affaires intérieures, protection civile et application du programme politique ;
- Finances, budget, postes et relations avec l'Agence Autonome de Philatélie et Numismatique (Azienda Autonoma Filatelica e Numismatica) ;
- Industrie, artisanat et délégation de pouvoir pour le commerce, la recherche et les relations l'agence autonome de gestion des entreprises publiques de services (Azienda Autonoma di Stato per i Servizi) ;
- Éducation et culture, Université, Instituts culturels et information ;
- Tourisme et délégation de pouvoir pour les sports, les télécommunications, les transports et la coopération économique ;
- Santé et sécurité sociale avec délégation de pouvoir pour le bien-être et l'égalité des chances ;
- Aménagement du territoire et environnement et délégation de pouvoir pour l'agriculture et les relations avec l'Agence Autonome d'État à la Production (Azienda Autonoma di Stato di Produzione) ;
- Travail et coopération et délégation de pouvoir pour la jeunesse ;
- Justice et relations avec les assemblées des conseils municipaux (Giunte de Castello) et délégation de pouvoir pour l'information et la paix.

## Pouvoir judiciaire
Le « Conseil des Douze » (Consiglio dei XII) est élu en son sein par le Consiglio Grande e Generale pour toute la durée de la législature. Il constitue le sommet de la juridiction administrative et la plus haute instance juridique de la République.
Deux mandataires (les Sindaci di Governo) représentent l’État devant les tribunaux en cas de litige concernant les finances de la République ou les affaires politiques.

## Collectivités locales
Le territoire de Saint-Marin est divisé en neuf Castelli (« Châteaux ») reprenant les anciennes délimitations des seigneuries. Chaque Castello dispose d’un conseil municipal, la Giunta (junte), élu par les habitants dont la présidence est assurée par un « capitaine » (Capitano) élu tous les cinq ans.
Les neuf Castelli sont :
- Saint-Marin
- Acquaviva
- Borgo Maggiore
- Chiesanuova
- Domagnano
- Faetano
- Fiorentino
- Montegiardino
- Serravalle

## Pouvoir populaire
L’Arengo était autrefois une institution médiévale regroupant tous les chefs de famille. Ses prérogatives ont depuis été transférées au Consiglio Grande e Generale. On désigne désormais sous le nom d’Arengo l’ensemble des Saint-Marinais disposant du droit de vote. Les citoyens sont convoqués deux fois par an au Conseil, le dimanche suivant l’entrée en fonction des capitaines-régents, et peuvent ainsi soumettre des questions d’intérêt public à leurs représentants.

## Relations internationales
La République de Saint-Marin entretient actuellement des relations diplomatiques et consulaires avec plus de 70 pays, à l’intérieur comme à l’extérieur du continent européen. Les représentations diplomatiques du pays à l’étranger ont le plus souvent rang de consulats ou de consulats généraux, comme le consulat général de Francfort-sur-le-Main.
Saint-Marin est membre de nombreuses organisations internationales, dont l’Organisation des Nations unies, l’UNESCO, le Conseil de l'Europe, le Fonds monétaire international, l’Organisation mondiale de la santé ou la Cour internationale de justice. La République entretient également des relations officielles avec l’Union européenne et participe aux travaux de l'OSCE.